# Стори, Джулиан
Джулиан Стори (англ. Julian Russell Story; 1857—1919) — американский художник.

## Биография
Родился в 1857 году в Уолтоне-на-Темзе (графство Суррей) в семье скульптора Уильяма Стори; его брат Томас был тоже скульптором.
Образование получил в Итонский колледж и Брейсноуз колледже Оксфордского университета.
По его окончании, в 1879 году, начал изучение искусства у американского художника Фрэнка Дювенека в Венеции, Италия. Там же в 1881 году началась его карьера художника-портретиста. Также обучался в Париже, где брал уроки у Анри Жерве и Ferdinand Humbert, а также у Жюля Лефевра в Академии Жюлиана.
В 1891 году Джулиан Стори женился на оперной певице Emma Eames. Они купили дом в Италии и многие годы проводили свою жизнь между Европой и США. В 1902 году осели в Филадельфии, развелись в 1907 году. В 1906 году художник стал членом Национальной академии дизайна.
Умер в 1919 году в Филадельфии, штат Пенсильвания.

## Творчество
Кроме портретов Стори писал жанровые сцены и исторические картины. Регулярно выставлялся в Парижском салоне в 1880-х годах и на рубеже 1900-х годов.
Получил золотую медаль на выставке в Берлине в 1891 году и серебряную медаль на Всемирных выставках в Париже 1889 и 1900 годов. Был удостоен ордена Почётного легиона.

Некоторые работы
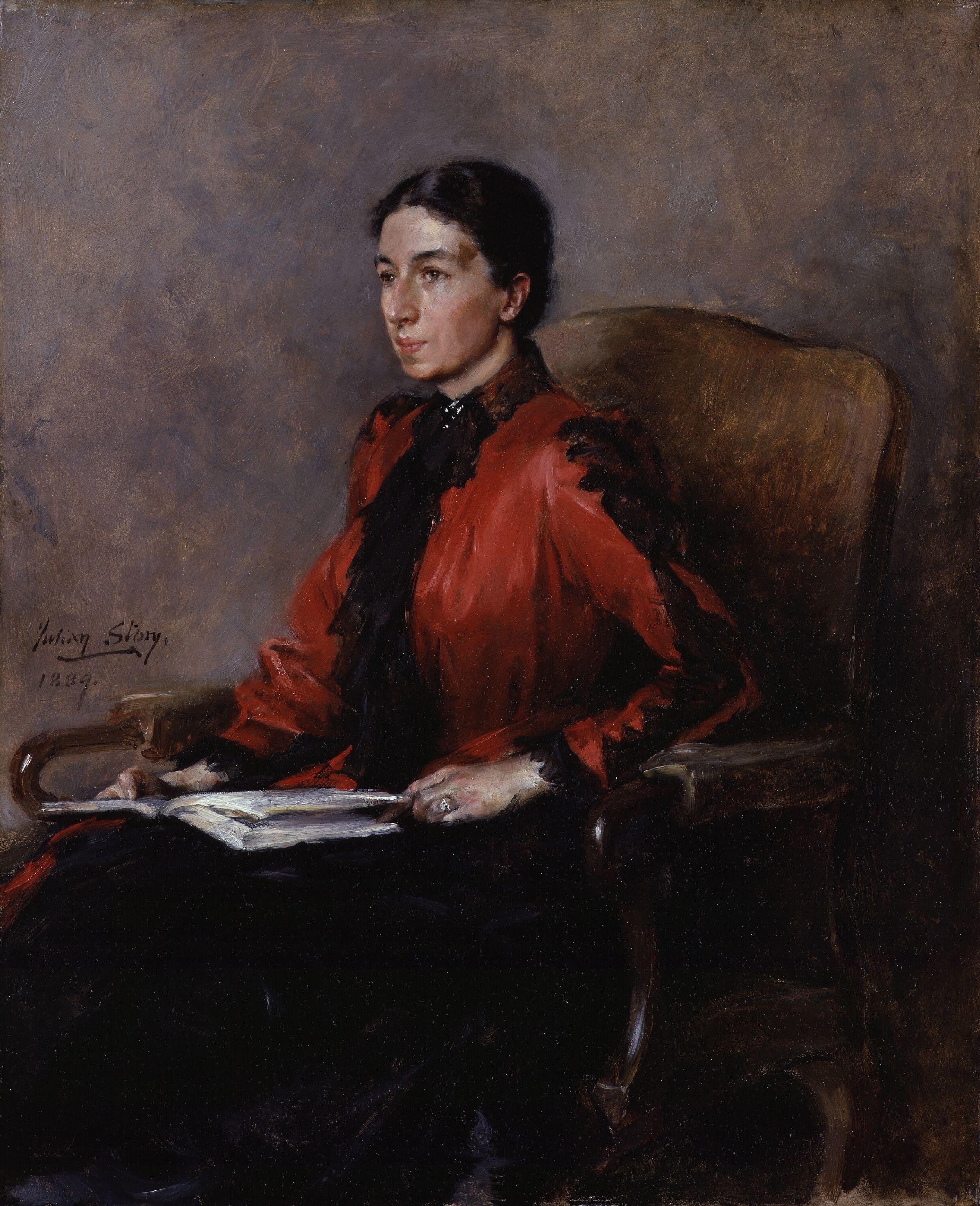
Мэри Огаста Уорд
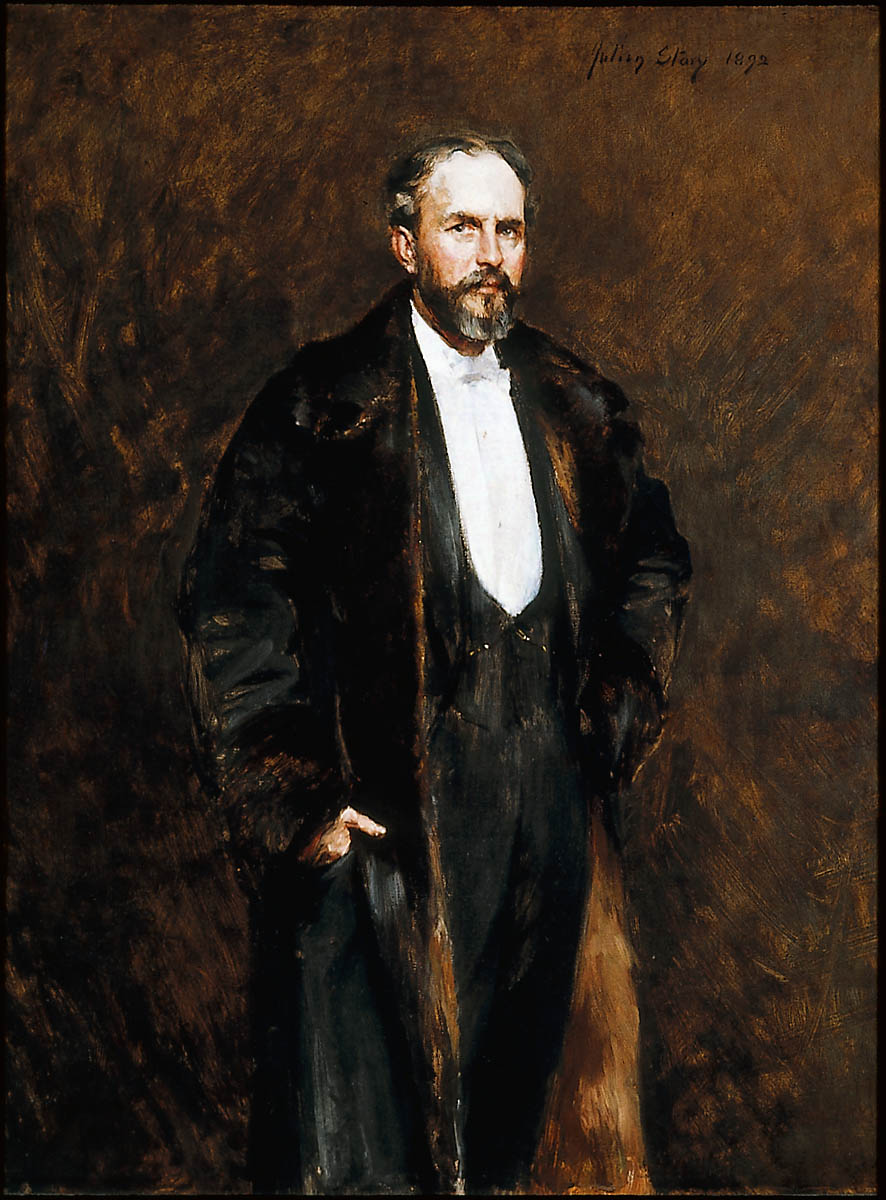
Ernest Wadsworth Longfellow
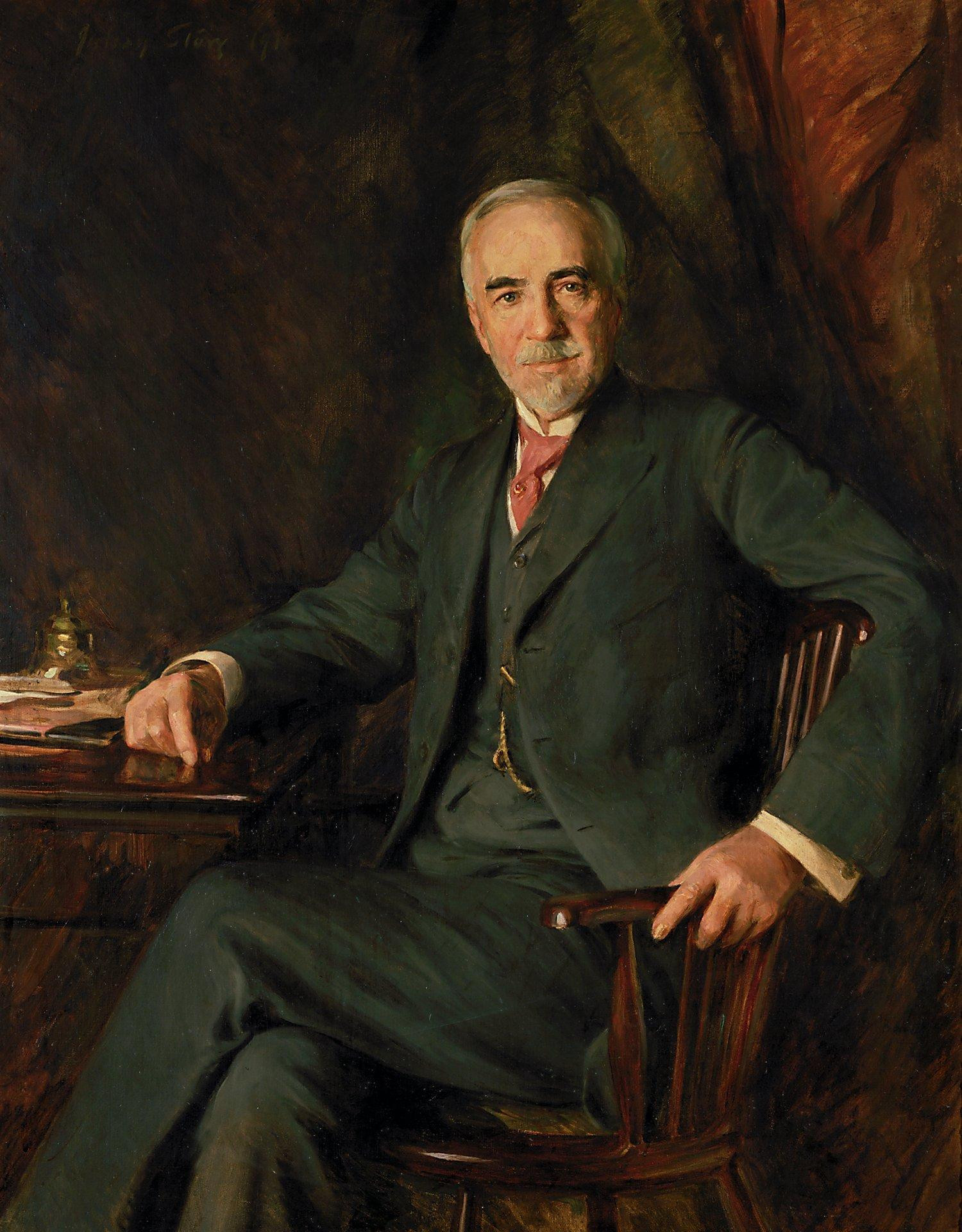
William Hood Dunwoody